# 玉野機工
玉野機工株式会社（たまのきこう）は、岡山県玉野市に本社を置く企業。プラントメンテナンスを主な社業としている。

## 概要
岡山県倉敷市の水島コンビナートや玉野市を拠点に、中国・四国・関西・九州地方などでプラントメンテナンス（陸上設置機器の法規整備、修繕修理、仕上げ、設置据付等）を行っている企業である。石油・化学プラントをはじめ食品、医薬、繊維、製紙、製錬、製鉄、樹脂など各種産業機器の修理、据付を行っている。

### 事業の詳細
プラントメンテナンスの主な項目は、回転機器の分解整備、仕上げ芯だし、測定、設置据付や静機器の分解整備、洗浄である。回転機器は、各種ポンプ、タービン、ブロワー、コンプレッサー、攪拌機、遠心分離機、冷却塔、コンベア、粉砕機、クレーンなどを主とする。静機器は、各種高圧・一圧機器、熱交換器、蒸留塔、球体タンク、ドラム、ボイラー、配管などを主とする。

## 本社・営業所
- 本社・整備工場：岡山県玉野市東高崎25-57
  - 地上4階建ての社屋に事業本部・総務・人事が入居しているほか、回転機器の分解整備や製缶鉄工などを行う整備工場を併設している。なお、事業所は1階のみで、2階から4階は賃貸アパートとなっている。
- 水島営業所：岡山県倉敷市
  - 水島コンビナートにある三菱化学水島事業所の保全センター内に所在しており、中国・四国・関西・九州および関東地方のサービス拠点としている。
- 日比営業所：岡山県玉野市
  - パンパシフィック・カッパー日比製煉所内に所在している。

## 沿革
- 1963年（昭和38年）10月 - 齋藤保が玉野市に齋藤組（船舶機器整備業）を設立する。
- 1966年（昭和41年）10月 - 玉野機工有限会社に改組する。
- 1976年（昭和51年）10月 - 株式会社となる。